# Maud Menten
Maud Leonora Menten (20 mars 1879 – 26 juillet 1960) est une biologiste canadienne à qui l'on doit d'importantes contributions en biochimie, notamment dans l'étude de la cinétique enzymatique, ainsi qu’en histochimie. Elle est principalement connue pour ses travaux avec Leonor Michaelis sur les vitesses de réactions des enzymes et notamment l’équation de Michaelis-Menten publié en allemand en 1913.

## Biographie
Maud Menten naît à Port Lambton en Ontario au Canada, et étudie à l’université de Toronto. Elle obtient le baccalauréat ès arts en 1904, le baccalauréat en médecine en 1907, et le doctorat en médecine en 1911. Elle est parmi les premières femmes au Canada à obtenir un doctorat en médecine. Elle a complété son travail de thèse à l’université de Chicago. À l’époque, les femmes n’avaient pas le droit de faire des recherches médicales au Canada, alors elles devaient se rendre aux États-Unis.
En 1912, elle déménage à Berlin où elle travaille avec Leonor Michaelis et obtient son doctorat en 1916. Elle passe la plus grande partie de sa carrière (1923-50) à l’université de Pittsburgh comme pathologiste, et termine sa carrière comme chercheuse (« research fellow ») à la British Columbia Medical Research Institute (1951–1953).
Son travail le plus renommé est dans le domaine de la cinétique enzymatique, basé sur les résultats antérieurs de Victor Henri. Les résultats se résument dans l’équation de Michaelis-Menten. Elle invente aussi la réaction de couplage des colorants azoïques pour le dosage de la phosphatase alcaline, réaction qui est toujours employée en histochimie. Elle caractérise des toxines des bactéries B. paratyphosus, S. scarlatinae et Salmonella ssp. Elle effectue la première séparation des protéines par l’électrophorèse en 1944. Elle travaille aussi sur les propriétés de l’hémoglobine, ainsi que la régulation du niveau des sucres au sang et le fonctionnement des reins.
Atteinte d’arthrite, elle obtient toutefois un certain succès comme musicienne et peintre amateur, et plusieurs expositions de ses peintures ont eu lieu.
Son nom est donné à la promotion PACES 2018-2019 de la faculté de sciences médicales et pharmaceutique de Besançon.

## L'équation de Michaelis-Menten
En 1912, Menten retourna à la recherche médicale, travaillant avec le célèbre chirurgien George Crile sur le contrôle de la balance acide/base lors de l'anesthésie. Elle fit, lors de cette période, la connaissance de Leonor Michaelis, connu à cette époque comme l'un des plus grands experts sur le pH et les solutions tampons. Menten fut intéressée par les travaux précédents de Michaelis sur les cinétiques des enzymes, en dépit de son modeste laboratoire Berlinois et elle prit la décision de traverser l'Atlantique pour travailler avec lui.
Michaelis et Menten exprimèrent la relation qu'ils étudiaient sous la forme de l'équation :
{\displaystyle v={\frac {Va}{K_{m}+a}}}
exprimant l'état d'équilibre {\displaystyle v} en fonction de la concentration de substrat {\displaystyle a} et des constantes {\displaystyle V} et {\displaystyle K_{m}} (avec des notations modernes). Victor Henri avait inclus une équation similaire dans sa thèse mais ne l'avait guère utilisée et n'avait pas apprécié l'importance de l'état d'équilibre ou la simplification qui résulterait de considérer la vitesse initiale,.
L'équation ne montre pas seulement que chaque enzyme est spécifique de son substrat, mais aussi que le taux de la réaction augmente avec la concentration de ce dernier jusqu'à atteindre un plateau de saturation. La constante {\displaystyle K_{m}} apparaissant dans cette expression est désormais nommée la constante de Michaelis. Le papier dérivant l'équation de Michaelis-Menten est l'œuvre la plus célèbre de Menten.

## Autres travaux
Après ses recherches à Berlin, Menten s'inscrivit à l'Université de Chicago où elle obtint son doctorat en biochimie en 1916. En 1923, ne pouvant toujours pas trouver de poste académique au Canada ; elle prit un poste au sein du département de médecine de l'université de Pittsburgh. Malgré le temps pris par ce travail, Menten parvint à poursuivre un programme de recherche actif, signant ou co-signant plus de 70 publications,,. Bien que sa promotion de simple assistante à professeure associée soit rapide, on ne lui accordera pas de poste de professeure avant ses 70 ans, à un an de le retraite.
Menten inventa la réaction de couplage des colorants azoïques comme une partie de son immense travail sur les phosphatases alcalines,,. Ceci fut décrit ainsi dans un manuel majeur des années 1950 : "Ce n'est pas trop en dire que l'utilisation de ce principe fut un trait de génie."
Elle caractérisa aussi les toxines de B. paratyphosus, Streptococcus scarlatina et Salmonella ssp. qui furent utilisés lors d'un programme d'immunisation contre la scarlatine à Pittsburgh dans les années 1930-40. Elle dirigea aussi la première séparation de l'hémoglobine du sang par électrophorèse en 1944. Elle anticipait ainsi de plusieurs années les travaux de Linus Pauling et de ses collaborateurs, mais la découverte lui en est généralement crédité. Elle travailla sur les propriétés de l'hémoglobine, la régulation du niveau de sucre sanguin et les fonctions des reins."
Elle continua ses travaux sur le cancer, en particulier chez les enfants, ainsi que sur d'autres maladies infantiles,.
Après avoir pris sa retraite de l'université de Pittsburgh en 1950 elle retourna au Canada ou elle poursuivit ses recherches sur la cancer au sein de l'institut de recherche médical de Colombie-Britannique.
Une santé fragile la força a arrêté ses travaux en 1955 et elle mourut le 17 juillet 1960 à l'âge de 81 ans à Leamington, Ontario.

## Distinctions
Au cours de sa carrière, Menten fut associée à de nombreuses sociétés scientifiques.
À la mort de Menten, ses collègues Aaron H. Stock et Anna-Mary Carpenter gratifièrent la biochimiste Canadienne d'une nécrologie dans Nature : " Menten fut inépuisable dans ses efforts pour soigner les enfants. Elle fut une professeure inspirante qui stimulait les étudiants en médecine, les médecins et les associés de recherche à faire de leur mieux. Ses associés se souviendront longtemps de son esprit vif, de la dignité de ses manières, de sa modestie discrète, de son astuce et plus que tout, pour son enthousiasme pour la recherche.",
En 1998, elle fut intronisée à titre posthume au sein du temple de la renommée médicale canadienne. Une plaque à son honneur figure à l'université de Toronto et un cours d'honneur et une chaire porte son nom à l'université de Pittsburgh. Une plaque fut aussi installée en 2015 au sein de sa ville natale de Port Lambton.